# Larsia miyagasensis
Larsia miyagasensis är en tvåvingeart som beskrevs av Niitsuma 2001. Larsia miyagasensis ingår i släktet Larsia och familjen fjädermyggor. Inga underarter finns listade i Catalogue of Life.